# Ferrovia del Bernina
La ferrovia del Bernina (ted. Berninabahn) è una linea ferroviaria di montagna, a scartamento metrico, che congiunge la città di Tirano, in Italia, con la svizzera Sankt Moritz.
Fu costruita fra il 1906 e il 1910 per il trasporto passeggeri, non solo turistico, e quello merci. La linea raggiunge un'altitudine massima di 2.253 m con ardite opere di ingegneria ferroviaria. È la più alta ferrovia ad aderenza naturale delle Alpi, raggiungendo una pendenza massima del 70‰.

## Storia
| Tratta                                           | Inaugurazione  |
| ------------------------------------------------ | -------------- |
| Tirano-Poschiavo Pontresina-Morteratsch          | 1º luglio 1908 |
| Pontresina-Celerina Morteratsch-Bernina Suot     | 18 agosto 1908 |
| Celerina-St. Moritz Bernina Suot-Ospizio Bernina | 1º luglio 1909 |
| Ospizio Bernina-Poschiavo                        | 5 luglio 1910  |

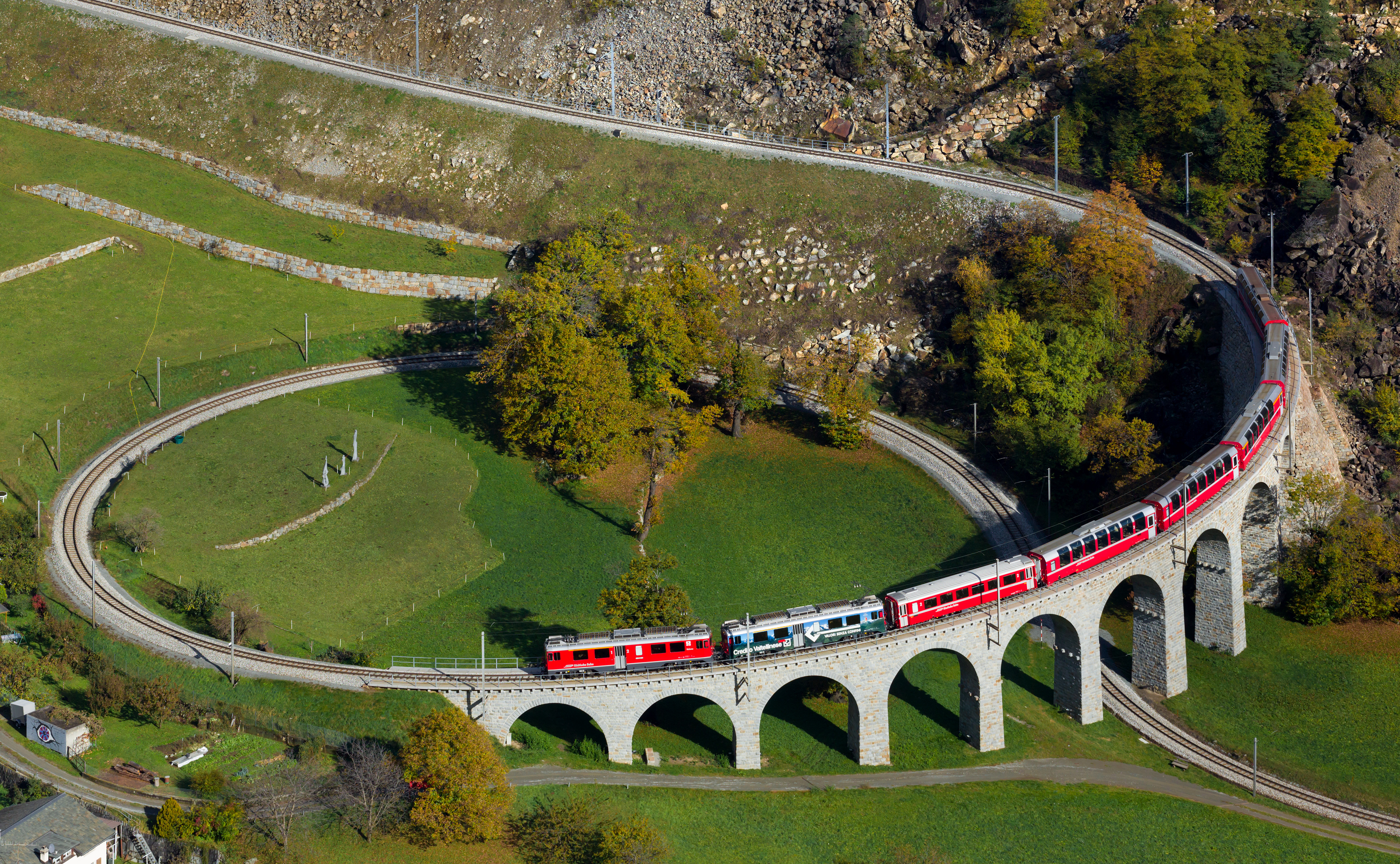
Viadotto elicoidale di Brusio

Inizialmente aperta solo nei mesi estivi, dall'inverno 1913-1914 la linea è aperta tutto l'anno. La costruzione fu particolarmente impegnativa, anche per le maestranze, confluite in prevalenza da diverse regioni italiane, con un elevato numero di incidenti sul lavoro.
È stata una delle prime linee ferroviarie pensate e progettate per la trazione elettrica. La prima domanda di concessione del dicembre 1899 fu presentata dalla società inglese General Water Power Limited. Le centrali idroelettriche ottenute utilizzando le acque del Lago Bianco permettevano la disponibilità in loco della necessaria potenza, in epoche in cui il trasporto dell'energia su lunghe distanze incontrava, ancora, difficoltà quasi insormontabili. Nell'atto di concessione fu espressamente prevista la clausola che l'energia elettrica per la trazione ferroviaria sarebbe stata ceduta a prezzo di favore.
La prima centrale resa produttiva fu quella di Brusio, seguirono le altre in val Poschiavo. Nel frattempo, nel 1902, Tirano fu raggiunta dalla ferrovia e si prospettò la possibilità di creare un collegamento tra Italia e Svizzera. Nel 1905 ci fu un referendum a Brusio, Poschiavo, Pontresina e Sankt Moritz, che ebbe un esito largamente favorevole alla proposta. Il governo federale svizzero approvò il progetto il 2 marzo 1906 e il successivo 1º maggio iniziarono effettivamente i lavori. Alcuni tratti vennero aperti man mano che proseguivano i lavori: nel luglio 1908 la Pontresina-Morteratsch e la Poschiavo-Tirano, e in agosto la Celerina-Pontresina e la Morteratsch-Bernina Suot. Nel luglio 1909 da Sankt Moritz si poteva arrivare fino ad Ospizio Bernina. La linea venne inaugurata nella sua completezza il 5 luglio 1910.
Fu gestita inizialmente dalla società per azioni Berninabahn (BB), fondata nel 1905 con sede a Poschiavo, assorbita nel 1944 (con effetto retroattivo al 31 dicembre 1942) dalla ferrovia Retica (RhB). Fino al 1950 per aggirare le complicazioni date dalla legge italiana, il breve tratto da Tirano fino al confine, originariamente concesso nel 1902 alla ditta Frotè e Westermann di Zurigo, figurava di proprietà di una società di diritto italiano, la Società Anonima Tramvia Tirano-Campocologno (TTC), posseduta interamente dalla società svizzera. Inoltre formalmente era classificata come tranvia. Con decreto federale del 22 marzo 1945 la ferrovia del Bernina fu inserita nella rete della Retica; la TTC fu in seguito sciolta e, con decreto ministeriale del 9 marzo 1950, il governo italiano trasferì la concessione del tronco tra Tirano e il confine alla RhB.

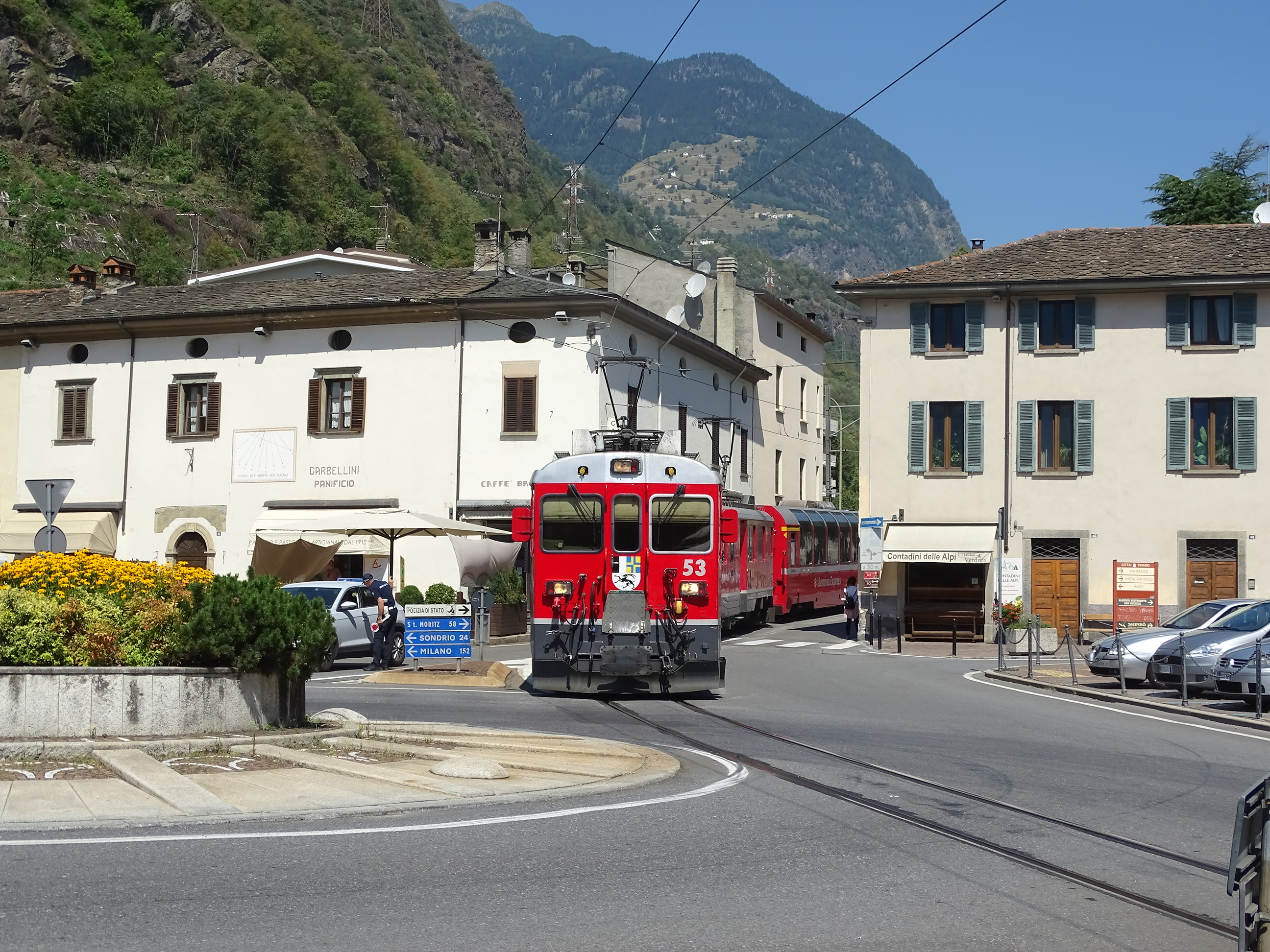
Un treno della ferrovia Retica in piazza Basilica, a Tirano

Le difficoltà finanziarie dell'impresa costruttrice furono superate con l'intervento della Banca Sarasin di Basilea, che aveva investito anche nelle imprese elettriche. Nei primi anni era previsto un esercizio solo nella stagione estiva, ma su pressione degli albergatori, che volevano sfruttare anche la stagione turistica invernale (allora assoluta novità), nel 1912 furono acquistati mezzi spartineve, con diversi problemi a fare cambiare direzione.
Dal 1979, la linea è gemellata con la nipponica Ferrovia Hakone Tozan, costruita secondo lo stesso principio della ferrovia del Bernina: come simbolo del gemellaggio i nomi delle stazioni di St. Moritz, Alp Grüm e Tirano sono scritti anche in giapponese.
Il 7 luglio 2008, la linea è stata inserita nella lista dei patrimoni dell'umanità assieme alla ferrovia dell'Albula. L'UNESCO ha premiato le due linee per il ruolo da esse svolto nel mantenere i collegamenti con i centri abitati delle Alpi ubicati in posizioni difficili, impiegando soluzioni architettoniche e di ingegneria civile che si armonizzano con il contesto ambientale e paesaggistico.

## Caratteristiche

Altimetria della Ferrovia del Bernina

La ferrovia è una linea a binario semplice, elettrificato a 1000 volt in corrente continua, a scartamento metrico (1000 mm).
È caratterizzata da alcuni tratti in sede promiscua con quella stradale. In particolare:
- a Tirano, nei pressi del Santuario, la linea attraversa diagonalmente la piazza e prosegue sul lato ovest di via Elvezia, fino al ponte sul torrente Poschiavino;
- sul ponte di Campocologno, frazione di Brusio, che scavalca il Poschiavino;
- nel centro abitato di Le Prese, frazione di Poschiavo, dove la linea percorre in sede promiscua la strada principale 29.

### Percorso
|  | Head station | Head station |

|  |  | Straight track | One way leftward | Unknown route-map component "CONTfq" |

| Unknown route-map component "GRZq" + Restricted border on track |

| Station on track |

| Stop on track |

|  | Unknown route-map component "STR+lo-STRl" | Unknown route-map component "vWSLeq" |

| Station on track |

| Station on track |

| Stop on track |

| Non-passenger station/depot on track |

| Stop on track |

| Station on track |

| Unknown route-map component "eHST" |

| Station on track |

| Station on track |

| Non-passenger station/depot on track |

| Station on track |

| Station on track |

|  | Unknown route-map component "xKRWgl" | Unknown route-map component "KRW+r" |

|  | Unknown route-map component "exSTR" | Station on track |

|  | Unknown route-map component "xKRWg+l" | Unknown route-map component "KRWr" |

| Stop on track |

| Station on track |

| Station on track |

| Non-passenger station/depot on track |

| Station on track |

| Station on track |

| Unknown route-map component "CONTgq" | Unknown route-map component "ABZgr" |  |

|  | Stop on track | Funicular |

| Stop on track |

| Unknown route-map component "CONTgq" | Unknown route-map component "ABZg+r" |  |

| Unknown route-map component "KBHFxe" |

| Unknown route-map component "exCONTf" |

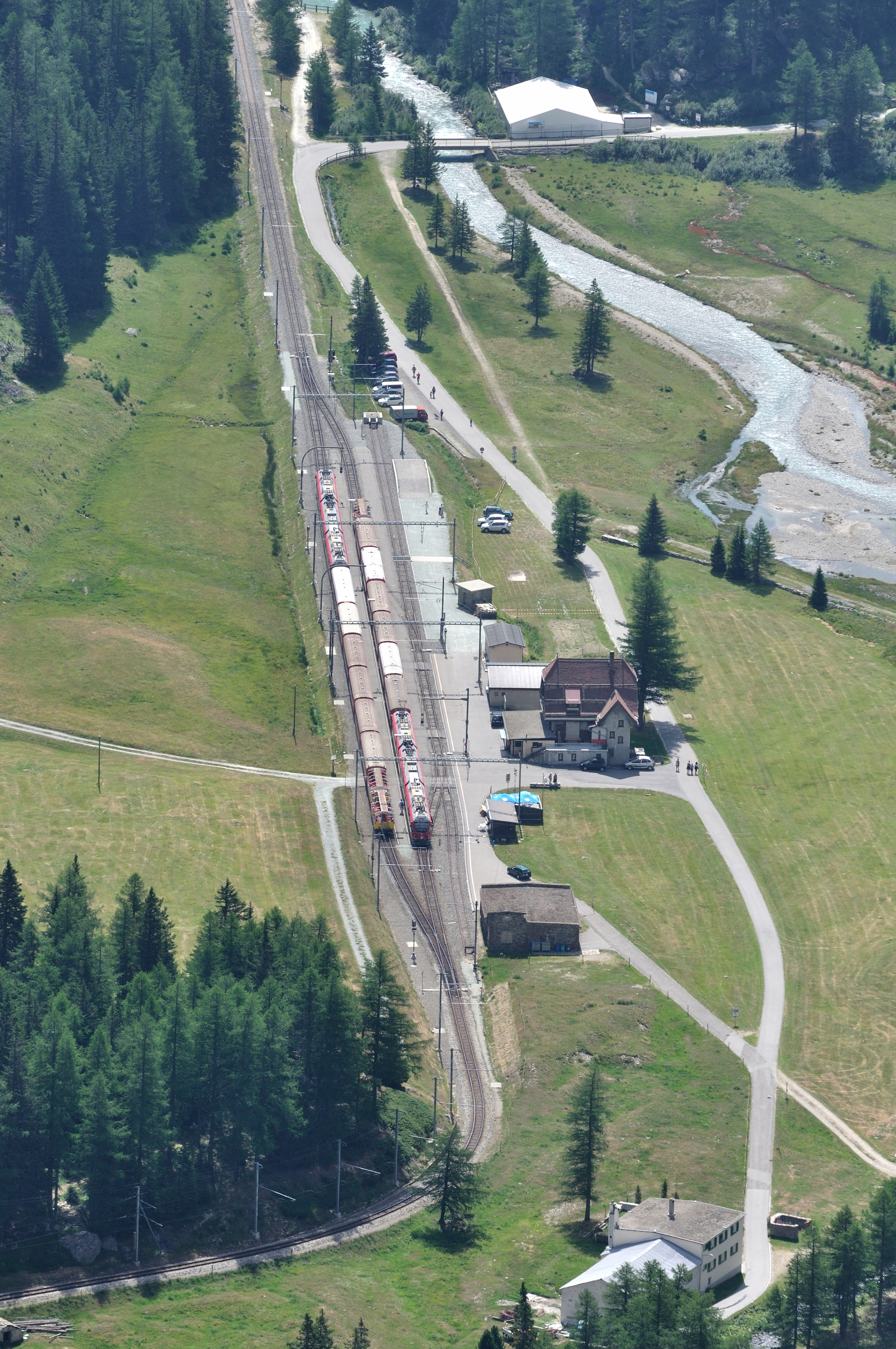
La stazione di Cavaglia, vista da Alp Grüm.

Partendo dalla stazione di Tirano, che sorge nei pressi di quella della ferrovia dell'Alta Valtellina, la ferrovia si dirige a ovest verso il Santuario della Madonna di Tirano, attraversando la strada statale dello Stelvio nel piazzale antistante. Inizia quindi un percorso in sede promiscua lungo via Elvezia che termina nei pressi del ponte sul torrente Poschiavino, dove riprende il tracciato in sede propria fino al confine di Stato fra Italia e Svizzera di Campocologno.
In territorio svizzero, la ferrovia risale la Val Poschiavo in direzione nord. Dopo la stazione di Campocologno, che si trova al centro dell'omonima frazione del comune di Brusio, la ferrovia riattraversa il Poschiavino su un ponte in sede promiscua con quella stradale, per poi passare a est di Campascio, servita da un'apposita fermata. Giunge nei pressi di Brusio, dove la linea prende quota su viadotto, prima di arrivare alla stazione omonima.
Proseguendo verso nord-ovest, la ferrovia giunge in località Miralago, frazione di Brusio nei pressi del Lago di Poschiavo, servita da un'apposita stazione. La linea affianca a ovest il lago per poi arrivare alla fermata a servizio della località Le Prese dove inizia un altro percorso in sede promiscua con quella della strada principale Campocologno-Samedan. Questo percorso termina a nord della frazione, dove si trova il raddoppio di Cantoniera. La ferrovia prosegue in sede separata, a destra di quella stradale, dirigendosi verso nord fino a Sant'Antonio, frazione di Poschiavo, dove poi attraversa la strada per arrivare alla stazione di Poschiavo, interscambio con alcune autolinee del servizio autopostale per la valle.
Passata Poschiavo, il tracciato ferroviario inizia a prendere quota con livellette al 70‰ e con una serie di stretti tornanti e di gallerie. Attraversa con due ponti quasi sovrapposti la gola di Cavagliasco per arrivare fino alla stazione di Cadera, quindi prosegue la salita in quota fino alla stazione di Cavaglia e a quella di Alp Grüm, dove si trova un punto panoramico.
Dopo Alp Grüm, la ferrovia risale in direzione nord verso il passo del Bernina, giungendo nei pressi del Lago Bianco che percorre sul lato est. Prima di valicare il passo, la ferrovia giunge alla stazione di Ospizio Bernina, toccando il punto più alto della linea e delle ferrovie ad aderenza naturale sul continente europeo.
La ferrovia inizia la sua discesa lungo la Val Bernina: le stazioni di Bernina Lagalb e di Bernina Diavolezza sono servite da funivie che raggiungono rispettivamente il Piz Lagalb e la stazione sciistica della Diavolezza. Dopo Bernina Suot, la ferrovia riattraversa la Strada principale 29 e inizia un percorso in sede riservata a fianco della stessa che viene abbandonata nei pressi della stazione di Morteratsch. Da quest'impianto, la ferrovia inizia a percorrere il fondovalle, affiancando l'Ova da Bernina fino a Surovas. Attraversata la Val Roseg, si raggiunge la stazione di Pontresina dalla quale si dirama la ferrovia dell'Engadina, alimentata in corrente alternata con tensione da 11000 volt.
Le due linee corrorono parallele fino a meridione di Punt Muragl, frazione di Pontresina, costeggiando il fianco orientale del Bosco di Staz, per poi allontanarsi: la ferrovia del Bernina, dopo la fermata di Punt Muragl Staz, si dirige verso ovest, passando a meridione sia dell'Inn sia di Celerina, quest'ultima servita da un'apposita fermata.
Dopo Celerina, la ferrovia percorre la galleria di Charnadura II, lunga 700 m e che risulta essere la più lunga della linea, e giunge nei pressi della località Signuria di Sankt Moritz, dove scavalca sia la Strada principale 27 Silvapiana-Vinadi sia l'Inn. Giunta nei pressi del Lago di Sankt Moritz, la ferrovia entra nella stazione capolinea che è in comune con la ferrovia dell'Albula, alimentata in corrente alternata con tensione da 11000 volt.
La stazione di Sankt Moritz era stata progettata per un'eventuale prosecuzione verso l'Italia, attraverso il passo del Maloja, ma l'idea non si è concretizzata.

## Traffico
La linea è percorsa da:
- treni regionali a cadenza oraria, che effettuano servizio tra le stazioni capolinea di Tirano e di Sankt Moritz, ad eccezione del mattino, quando sono presenti due coppie stazione di Poschiavo-Tirano e della sera, quando le corse provenienti da Sankt Moritz sono limitate a Poschiavo e il servizio fino a Tirano è garantito da autocorse[24].
- dal Bernina Express, treno espresso a carattere turistico che collega sempre le due stazioni capolinea, ma un paio di coppie di corse al giorno vengono prolungate fino alla stazione di Coira, percorrendo anche la ferrovia dell'Albula[24].